# Catalabus quadriplagiatus
quadriplagiatus es una especie de coleóptero de la familia Attelabidae.

## Distribución geográfica
Habita en China y Vietnam.